# Holotrichia porosa
Holotrichia porosa är en skalbaggsart som beskrevs av Fischer 1823. Holotrichia porosa ingår i släktet Holotrichia och familjen Melolonthidae. Inga underarter finns listade i Catalogue of Life.